# Archie Panjabi
Archie Panjabi (Londres, 31 de maig de 1972) és una actriu britànica.

## Biografia
Panjabi va néixer amb el nom d'Archana Kaur Panjabi en West London. És sikh d'ascendència panjabi. Es va graduar a la Brunel University en Estudis d'Administració d'empreses el 1996. Està casada amb Raj Nihiland.

### Carrera
Panjabi ha tingut papers tant en el cinema com en televisió, inclosa la seva apirició a la pel·lícula de comèdia de 1999 Orient és Orient i la seva recent actuació en la sèrie de televisió de la BBC Life on Mars. El seu primer paper a Hollywood va ser el d'una diplomàtica britànica en el film guanyador de l'Oscar The Constant Gardener l'any 2005, encara que un dels seus papers de més alt perfil va ser en la comèdia de 2002 Bend It Like Beckham. El 2005, va obtenir el Premi Shooting Star en el Festival Internacional de Cinema de Berlín pel seu paper a Yasmin i, en el mateix any, el Premi a la millor actriu en el Festival de Cinema de Reims.
El 2007, Panjabi va aparèixer amb Angelina Jolie en l'adaptació cinematogràfica de Mighty Heart, un llibre de Mariane Pearl, la vídua del periodista Daniel Pearl, com l'antiga reportera de The Wall Street Journal Asra Nomani. La seva actuació li va valer el Trofeu Chopard a la millor actriu revelació en el Festival Internacional de Cinema de Cannes.
Panjabi també ha posat veu a diversos personatges del programa de televisió infantil Postaman Pat.
De 2009 a 2015 va interpretar Kalinda Sharma, una investigadora privada, en la sèrie televisiva The Good Wife, pel qual va guanyar el Primetime Emmy a la millor actriu de repartiment - Sperie dramàtica l'any 2010.

## Filmografia
- Blindspot (2016, sèrie de TV).
- San Andreas (2015)
- The Widower (2014, telefilm)
- I Origins (2014)
- The Disappearance of Eleanor Rigby (2013)
- The Fall (2012, sèrie de TV)
- The Infidel (2010)
- Personal Affairs (2009, sèrie de TV)
- Espion(s) (2009)
- The Good Wife (2009-2015, sèrie de TV)
- Traïdor (2008)
- A Mighty Heart (2007)
- Life on Mars (2006-2007, sèrie de TV)
- Un bon any (2006)
- The Constant Gardener (2005)
- Sea of Souls (2004, sèrie de TV)
- Yasmin (2004)
- Bend It Like Beckham (2002)
- Orient és Orient (1999)